# Narárachi
Narárachi är en ort i Mexiko.   Den ligger i kommunen Carichí och delstaten Chihuahua, i den nordvästra delen av landet, 1 200 km nordväst om huvudstaden Mexico City. Narárachi ligger 1 954 meter över havet och antalet invånare är 117.
Terrängen runt Narárachi är huvudsakligen kuperad, men den allra närmaste omgivningen är platt. Narárachi ligger nere i en dal. Runt Narárachi är det mycket glesbefolkat, med 2 invånare per kvadratkilometer. Närmaste större samhälle är San José Baqueachi, 13,8 km nordost om Narárachi. Omgivningarna runt Narárachi är i huvudsak ett öppet busklandskap.